# Pusztapát
Pusztapát (szlovákul Pác) Cífer településrésze, korábban önálló falu Szlovákiában, a Nagyszombati kerületben, a Nagyszombati járásban.

## Fekvése
Nagyszombattól 10 km-re délnyugatra, a Gidra patak partján fekszik.

## Története
Fényes Elek szerint „Páth (Puszta), tót falu, Poson, most F.-Nyitra vármegyében, Cziffer mellett, a Gidra patakjánál. Számlál 208 kath. lak. F. u. többen.”
Egy 14. századból származó éremleletben 8 aranyérem és több mint 3300 bécsi dénár került elő.
A trianoni békeszerződésig Pozsony vármegye Nagyszombati járásához tartozott.
1974-óta Cífer része. Lakói főként mezőgazdasággal foglalkoznak.

## Népessége
1910-ben 379, túlnyomórészt szlovák anyanyelvű lakosa volt.
2001-ben Cífer 3806 lakosából 3753 szlovák volt.
Jelenleg 126 házában 386 lakos él.

## Külső hivatkozások
- Pusztapát Szlovákia térképén
- Cífer hivatalos oldala